# Out in the Real World
Out in the Real World – pierwszy singel zespołu Stream of Passion, wydany 27 lutego 2005 roku. Utwór pochodzi z albumu  Embrace the Storm.

## Lista utworów
1. Out in the Real World – 3:51
2. Computer Eyes – 6:03
3. Pain – 4:48
4. When the Levee Breaks (cover Kansasa Joego McCoya i Memphisa Minnie) – 5:42